# Auferstehungslinde

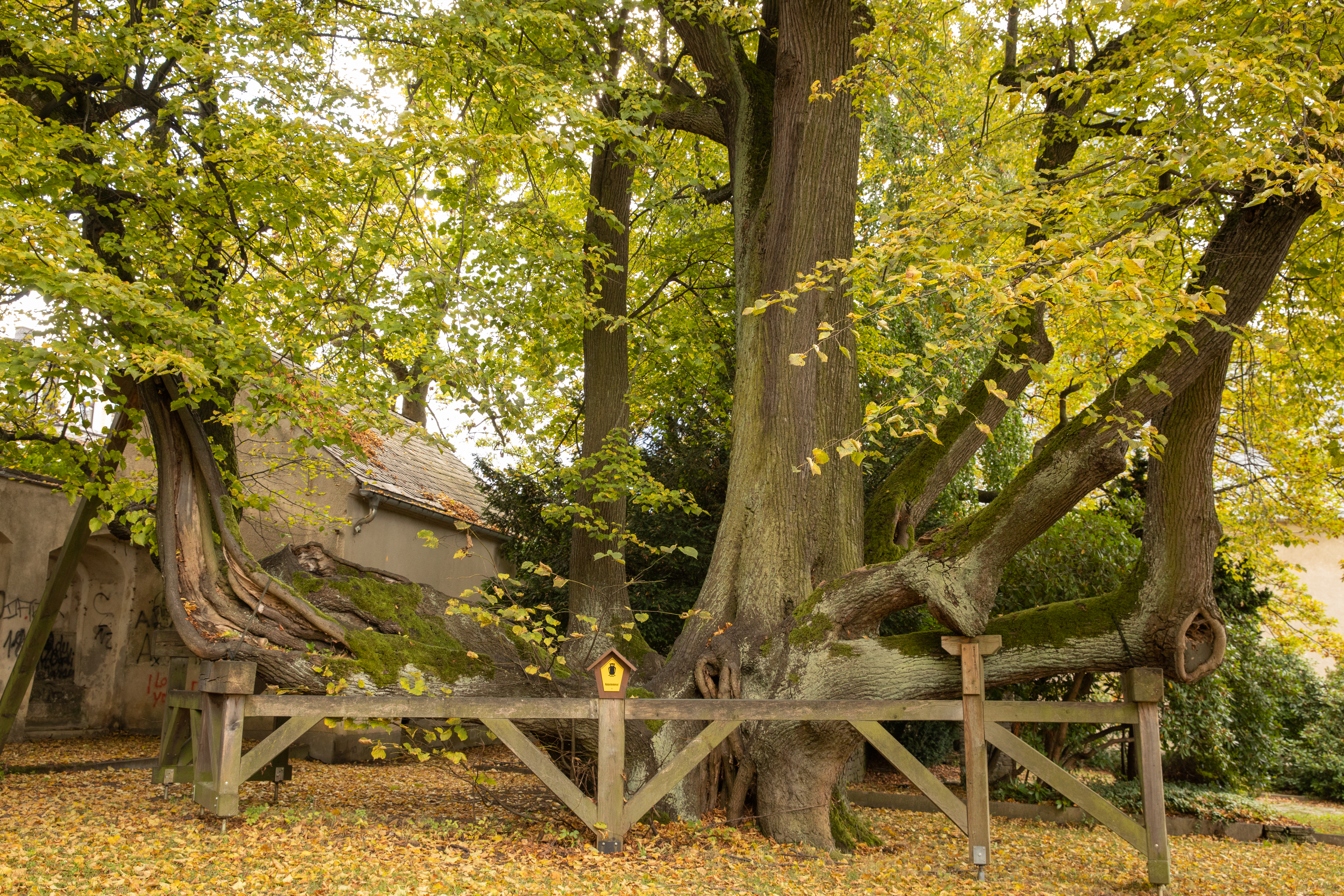
Auferstehungslinde Oktober 2021

Die Auferstehungslinde ist ein Naturdenkmal in der sächsischen Stadt Annaberg-Buchholz und steht auf dem alten Annaberger Friedhof oberhalb des Busbahnhofs vor der Trinitatiskirche.

## Geschichte
Die Auferstehungslinde soll nach einer Legende kopfüber gepflanzt worden sein, was ihren Kandelaberwuchs erklären soll. Dieser Baum ist eine geleitete Sommerlinde, deren Äste früher auf einem Holzgerüst ruhten. Ihr Alter wird auf mindestens zwischen 375 und 600 Jahre geschätzt. Der Baum hat einen Umfang von 7,50 Meter (2007) unter den Ästen und besitzt eine Taille von 7,25 Metern (2001).
Schon im Jahre 1884 wurde über die Linde berichtet, in der „Gartenlaube“, damals soll die Linde 400 Jahre alt gewesen sein und rund 6 m Umfang haben. In dieser Zeit war die Linde ein beliebtes Postkartenmotiv.